# گروه نایت کپیتال
گروه نایت کپیتال (انگلیسی: Knight Capital Group) شرکت خدمات مالی آمریکایی است، که در سال ۱۹۹۵ تأسیس شد.